# Одолжи мне свою жену (фильм, 1958)
«Одолжи мне свою жену» (норв. Lån meg din kone, в советском прокате «Женатый холостяк») — норвежская комедия 1958 года режиссёра Эдит Карлмар.
По одноимённому роману Эрика Поуплиера. Годом ранее по этому же роману был снят датский одноимённый фильм режиссёра Анкера Сёренсена, а двумя годами позже — шведский фильм «Могу я одолжить вашу жену?» режиссёра Арне Маттсона.

## Сюжет
Действие фильма происходит в компании по продаже детски игрушек. Успешный начальник отдела Бьёрн Лунд хочет занять руководящую должность, но известно, что глава компании назначает на руководящие должности только женатых мужчин. Он распускает слух, что недавно женился. Но грядёт корпоратив, куда приглашены сотрудники с супругами. Бьёрн не находит ничего лучше, чем «одолжить» жену у своего лучшего друга и представить её на корпоративе как свою. Возникнет много сложностей, в том числе потому, что глава компании сразу же влюбляется в великолепную молодую жену начальника отдела, при этом сам находится в очень дружеских отношениях со своей секретаршей, а дочь главы фирмы положила глаз на Бьёрна…

## В ролях
- Атле Мертон — Бьёрн Лунд
- Туре Фосс — Рустад, глава фирмы «Всё для детей»
- Соня Вигерт — Вероника Флинт, его секретарь
- Вигдис Рёйсинг — Венке Рустад, дочь главы фирмы
- Ранди Колстад — Анита Рейнертс, «жена взаймы»
- Эрик Лассен — Тур Рейнертс, муж Аниты, архитектор с сильным насморком
- Рольф Жюст Нильсен — Хольмстен
- Турид Бальке — его жена
- Эльза Листад — эпизод
- Эуд Шенеман — эпизод

## Прокат
В норвежский прокат картина вышла 4 сентября 1958 года. По рейтингу газеты Verdens Gang она получила четыре балла из шести и была в целом встречена положительно.
Фильм был дублирован на русский язык на Киностудии имени М. Горького в 1961 году, в советском прокате с 15 сентября 1961 года.